# قصة بسيطة (رواية)
قصة بسيطة هي رواية للمؤلفة والممثلة الإنجليزية، إليزابيث إينشبالد.  نُشرت في أوائل عام 1791 كمثال مبكر على «رواية الشغف» ، وكان ناجحًا جدًا وأصبح مقروءًا على نطاق واسع في إنجلتراوالخارج.  ذهب إلى طبعة ثانية في مارس 1791.  It went into a second edition in March 1791. لا تزال مطبوعة اليوم. 
تنقسم الرواية إلى أربعة كتب، كل منها مكرس لقصتيه.  أول كتابين يتبعان قصة حب الشابّة ميس ميلنر (نحن لا نعرف أبداً اسمها الأول) وحارسها دريفريفورث، وهو كاهن روماني كاثوليكي، الذي يتخلى في وقت لاحق عن أوامره المقدسة حول ورث لقب أرستقراطي ويتزوج الآنسة ميلنر. آخر كتابين، بعد مرور 17 أو 18 سنة، تتبع علاقة مضطربة دريفورث (الآن اللورد إلموود) وابنته ماتيلدا، الذي استبعده من حياته بعد زنا زوجته وموته.
يتناول الكتاب القضايا بما في ذلك تعليم النساء والكاثوليكية والحساسية، ref name=questia/> وأدوار الجنسين.